# Moussa Koné
Moussa Koné (Dakar, 30 de diciembre de 1996) es un futbolista senegalés. Juega de delantero y su equipo es el Olympique de Safi de la Liga de Fútbol de Marruecos.

## Trayectoria
En enero de 2018 dejó el F. C. Zürich de la Superliga de Suiza y fichó por el Dinamo Dresde de la 2. Bundesliga.
El 22 de enero de 2020 fichó por el Nîmes Olympique de la Ligue 1 por tres años.

## Selección nacional
Fue internacional en categorías inferiores con la selección sub-20 de Senegal en 2015. Logró el segundo lugar en el Campeonato Juvenil Africano de 2015 y jugó la Copa Mundial de Fútbol Sub-20 de 2015, donde consiguieron el cuarto lugar.

## Estadísticas
Actualizado al último partido disputado el 17 de mayo de 2025.
| Club                                        | Div.          | Temporada     | Liga  | Liga  | Copas nacionales | Copas nacionales | Copas internacionales | Copas internacionales | Total | Total |
| Club                                        | Div.          | Temporada     | Part. | Goles | Part.            | Goles            | Part.                 | Goles                 | Part. | Goles |
| ------------------------------------------- | ------------- | ------------- | ----- | ----- | ---------------- | ---------------- | --------------------- | --------------------- | ----- | ----- |
| F. C. Zürich · Suiza                        | 1.ª           | 2015-16       | 4     | 0     | 1                | 0                | —                     | —                     | 5     | 0     |
| F. C. Zürich · Suiza                        | 2.ª           | 2016-17       | 27    | 16    | 2                | 1                | 5                     | 1                     | 34    | 18    |
| F. C. Zürich · Suiza                        | 1.ª           | 2017-18       | 15    | 2     | 4                | 6                | —                     | —                     | 19    | 8     |
| F. C. Zürich · Suiza                        | Total club    | Total club    | 46    | 18    | 7                | 7                | 5                     | 1                     | 58    | 26    |
| Dinamo Dresde · Alemania                    | 2.ª           | 2017-18       | 14    | 7     | —                | —                | —                     | —                     | 14    | 7     |
| Dinamo Dresde · Alemania                    | 2.ª           | 2018-19       | 29    | 9     | 1                | 0                | —                     | —                     | 30    | 9     |
| Dinamo Dresde · Alemania                    | 2.ª           | 2019-20       | 16    | 6     | 2                | 1                | —                     | —                     | 18    | 7     |
| Dinamo Dresde · Alemania                    | Total club    | Total club    | 59    | 22    | 3                | 1                | 0                     | 0                     | 62    | 23    |
| Nîmes Olympique Francia                     | 1.ª           | 2019-20       | 5     | 2     | —                | —                | —                     | —                     | 5     | 2     |
| Nîmes Olympique Francia                     | 1.ª           | 2020-21       | 33    | 9     | 0                | 0                | —                     | —                     | 33    | 9     |
| Nîmes Olympique Francia                     | 2.ª           | 2021-22       | 28    | 11    | 2                | 1                | —                     | —                     | 30    | 12    |
| Nîmes Olympique Francia                     | 2.ª           | 2022-23       | 24    | 4     | 2                | 1                | —                     | —                     | 26    | 5     |
| Nîmes Olympique Francia                     | Total club    | Total club    | 90    | 26    | 4                | 2                | 0                     | 0                     | 94    | 28    |
| LASK Linz · Austria                         | 1.ª           | 2023-24       | 8     | 0     | 3                | 2                | 4                     | 0                     | 15    | 2     |
| LASK Linz · Austria                         | Total club    | Total club    | 8     | 0     | 3                | 2                | 4                     | 0                     | 15    | 2     |
| F. C. DAC 1904 Dunajská Streda · Eslovaquia | 1.ª           | 2023-24       | 10    | 3     | 1                | 0                | ―                     | ―                     | 11    | 3     |
| F. C. DAC 1904 Dunajská Streda · Eslovaquia | Total club    | Total club    | 10    | 3     | 1                | 0                | 0                     | 0                     | 11    | 3     |
| Boavista F. C. Portugal                     | 1.ª           | 2024-25       | 7     | 0     | ―                | ―                | ―                     | ―                     | 7     | 0     |
| Boavista F. C. Portugal                     | Total club    | Total club    | 7     | 0     | 0                | 0                | 0                     | 0                     | 7     | 0     |
| Olympique de Safi Marruecos                 | 1.ª           | 2025-26       | 0     | 0     | 0                | 0                | ―                     | ―                     | 0     | 0     |
| Olympique de Safi Marruecos                 | Total club    | Total club    | 0     | 0     | 0                | 0                | 0                     | 0                     | 0     | 0     |
| Total carrera                               | Total carrera | Total carrera | 220   | 69    | 18               | 12               | 9                     | 1                     | 247   | 82    |
| 1. 2.                                       |               |               |       |       |                  |                  |                       |                       |       |       |

## Palmarés

### Títulos nacionales
| Título           | Club         | País  | Año     |
| ---------------- | ------------ | ----- | ------- |
| Copa de Suiza    | F. C. Zürich | Suiza | 2015-16 |
| Challenge League | F. C. Zürich | Suiza | 2016-17 |